# Knooppunt Joure
Knooppunt Joure is een Nederlands verkeersknooppunt gelegen op de kruising van de autosnelwegen A6 en A7. Het was een van de laatste knooppunten van snelwegen in Nederland die nog gelijkvloers als verkeersplein was uitgevoerd. Knooppunt Joure is in 1973 geopend als rotonde en had een diameter van ongeveer 250 meter en bestond uit drie doorgaande rijstroken. Tegenwoordig is knooppunt Joure een half sterknooppunt.

## Richtingen knooppunt
| Aansluitende wegen                                           | Aansluitende wegen | Aansluitende wegen | Aansluitende wegen | Aansluitende wegen                                                        |
| ------------------------------------------------------------ | ------------------ | ------------------ | ------------------ | ------------------------------------------------------------------------- |
| richting Joure-West / Sneek / Hoorn / Zaandam                |                    |                    |                    | richting Heerenveen / Drachten / Groningen / Hoogezand / Bad Nieuweschans |
|                                                              |                    |                    |                    |                                                                           |
|                                                              |                    |                    |                    |                                                                           |
|                                                              |                    |                    |                    |                                                                           |
| richting Lemmer / Emmeloord / Lelystad / Almere / Muiderberg |                    |                    |                    |                                                                           |

## Fileproblematiek en oplossingen
Voor het knooppunt stond met enige regelmaat files. Om de druk wat te verminderen zijn na het jaar 2000 twee bypasses aangelegd voor de verkeersstromen:
1. vanuit Lemmer A6 richting Heerenveen A7 (E22)
2. vanuit Heerenveen A7 (E22) richting Joure (Geert Knolweg)

Vrijwel tezamen met de eerste twee bypasses is de belijning aangepast. In plaats van een concentrische belijning was een spiraalbelijning toegepast, waardoor het verkeer wanneer het bij het oprijden van het verkeersplein de juiste rijstrook kiest, het naar de juiste afrit werd geleid, zonder dat verdere strookwisselingen op het verkeersplein nodig zijn. Toch was het verkeersplein in de spits nog regelmatig een obstakel. Veel automobilisten reden sneller dan 50 km/h, waardoor verkeer uit Joure en Sneek de rotonde niet op durfden, met files tot gevolg. Ook waren regelmatig (bijna) ongelukken doordat de automobilisten zich op de verkeerde rijstrook bevonden en op het laatste moment terugvoegden in de juiste rijstrook. Om deze problemen op te lossen reed bij grote verkeersdrukte soms een auto van Rijkswaterstaat met een constante snelheid over de rotonde, om snelheidsverschillen tussen de verkeersstromen te verkleinen (blokrijden).
Mede door het groeien van de file vanuit de richting Sneek werd in de zomer van 2007 een derde bypass, vanuit Joure-West/Sneek A7 (E22) richting Lemmer/Emmeloord A6, in werking gesteld.
Vanuit de richting van Joure richting de "Grote Rotonde" (lokale naam, Grutte Rotonde) stond het verkeer geregeld vast. Dit kwam onder andere doordat circa 140 m voor de Grote Rotonde nog een kleine rotonde is geplaatst (Geert Knolweg x Sewei) en op dit kleine stukje weg zijn ook nog eens twee bushaltes geplaatst. Hierdoor was niet genoeg plaats om een 'tijdelijke' opvang te creëren voor de verkeersstroom tijdens de spits.

## Reconstructie
Knooppunt Joure was een van de laatste verkeerspleinen in Nederlands snelwegnetwerk met daardoor relatief veel fileproblematiek. Na besluiten van gemeente, provincie en het Rijk in 2009 startte de Tracéwetprocedure voor de reconstructie van knooppunt Joure. Het betrof een complete reconstructie van het knooppunt, waarbij de rotonde geheel is verdwenen. De weg tussen Lemmer en Heerenveen is de doorgaande weg geworden, waarop het verkeer van de A7 middels verbindingsbogen en het verkeer vanuit Joure middels op- en afritten toegang heeft.
In mei 2010 werd het contract voor het knooppunt door minister Camiel Eurlings en de provincie Friesland getekend. Hiermee werd de financiering afgesproken en kon doorgegaan worden met de voorbereidingen. Volgens de naar achter bijgestelde planning van herfst 2011 dienden het Ontwerp Tracébesluit en de MER medio 2012 ter inzage komen te liggen. Een aantal onderzoeken dienden opnieuw uitgevoerd te worden, aangezien er rekening gehouden diende te worden met een snelheid van 130 km/h.
In 2015 werd gestart met de bouw van het nieuwe knooppunt. Op 13 en 14 oktober 2017 werd het knooppunt in fases geopend, waardoor het verkeersplein vanaf die datum verleden tijd is.

## Afbeeldingen

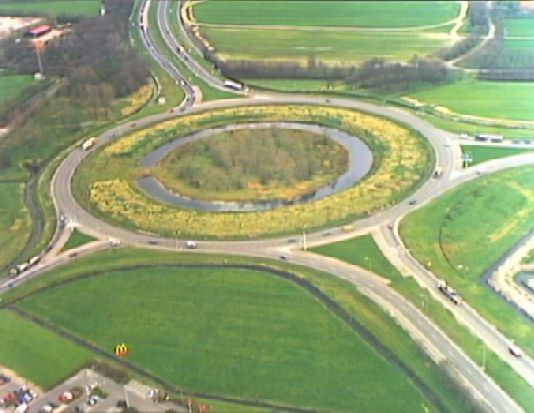
Knooppunt Joure anno 2000
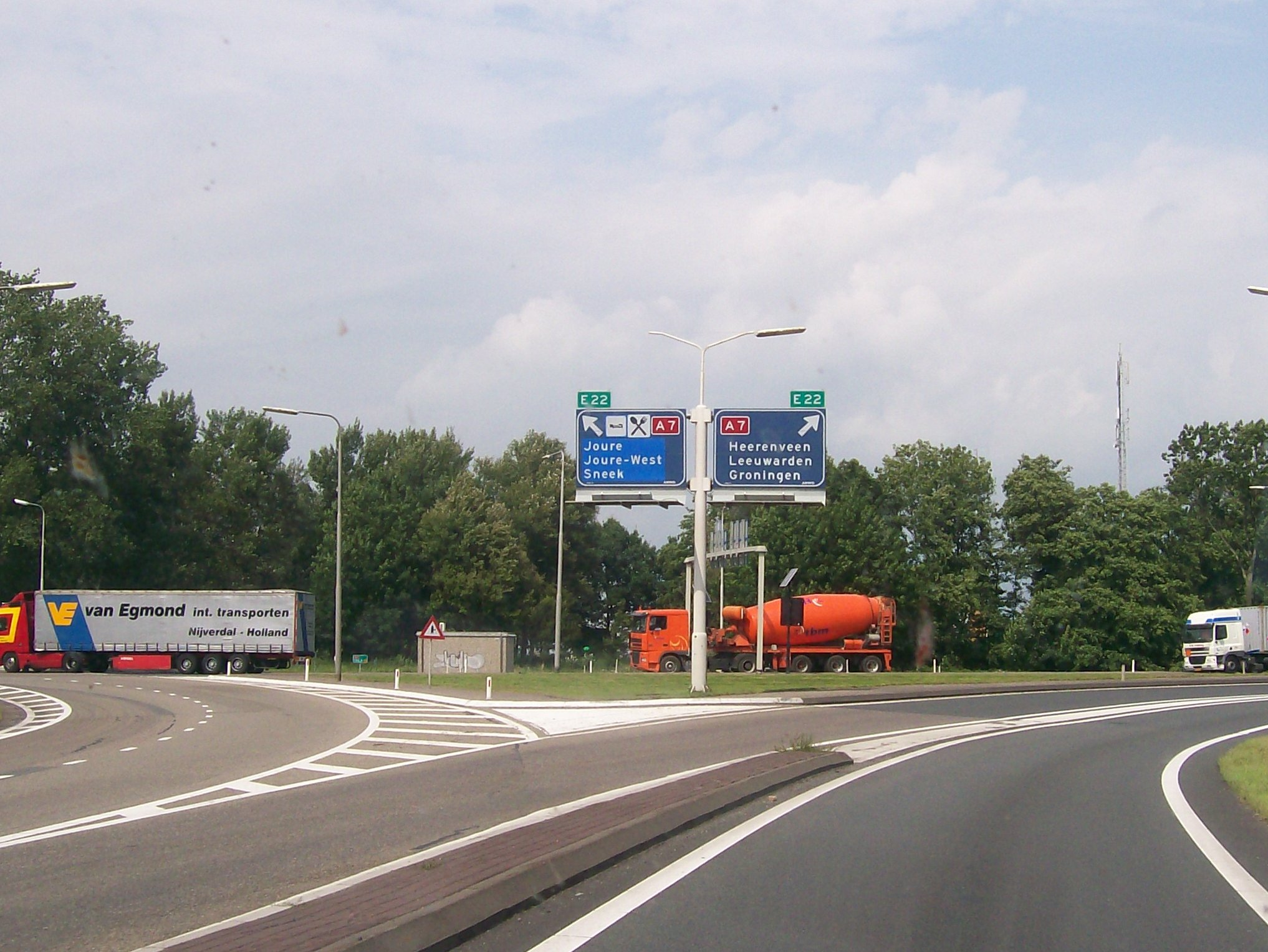
Bypass van de rotonde in 2007
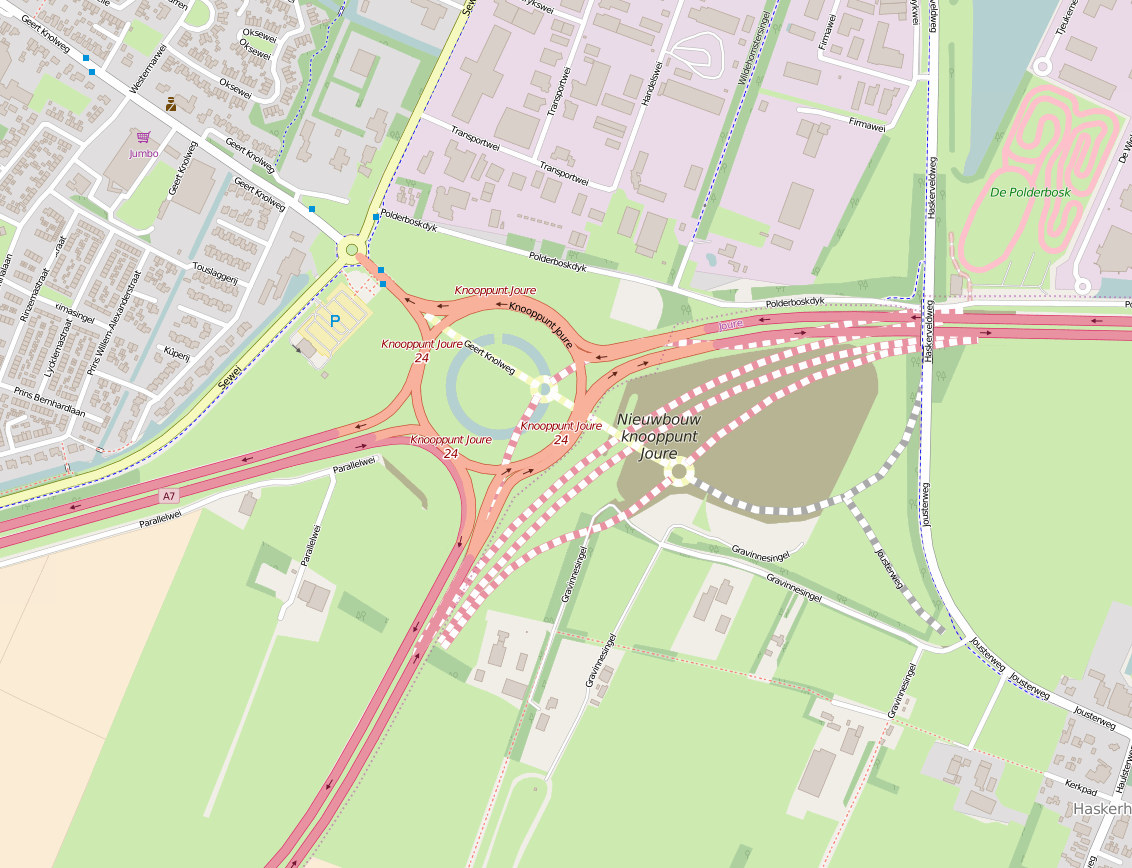
De rotonde voor 2017

## Trivia
Voorheen was het deel van de A6 tussen knooppunt Emmeloord en knooppunt Joure onderdeel van Rijksweg 50 (A50), later is dit gedeelte deel geworden van de A6. De hectometerwaarden op de paaltjes echter, lopen nog steeds gelijk met de A50 en N50.